# Rezonantna frekvencija u električnim titrajnim krugovima
Pojam rezonancije povezan je s porastom intenziteta titraja kada se učestalost vanjske sile, koja uzrokuje titraje, podudara s učestalošću rezonantne frekvencije sustava. Premda postoje brojne vrste fizikalno različitih vrsta titranja, u elektrotehnici je najzanimljivija pojava rezonancije u električnim titrajnim krugovima. Najjednostavniji titrajni električni sustav sastoji se od električne zavojnice i električnog kondezatora s odgovarajućim električnim induktivitetom, odn. električnim kapacitetom (u daljnjem tekstu: zavojnica, kondenzator, induktivitet, kapacitet). 
Pobuđeni impulsom iz odgovarajućeg električnog izvora, titrajni krug će zatitrati na način da će energija određenom učestalošću naizmjence prelaziti sa zavojnice na kondenzator i natrag na zavojnicu. Tijekom tog procesa dolazi, dakle, do naizmjenične pretvorbe energije magnetskog polja u zavojnici u energiju električnog polja u kondenzatoru i natrag u energiju magnetskog polja u zavojnici. Energija prelazi u obliku izmjenične električne struje periodičkog sinusoidalnog oblika i to one frekvencije koja je određena rezonantnim svojstvima titrajnog kruga. U idealno zamišljenim prilikama, takvo titranje može biti neprigušeno i trajati neograničeno dugo, no u stvarnim prilikama titranje će biti prigušeno i iščeznuti nakon nekog vremena. 

## Analiza titrajnih krugova
Analiza titrajnih krugova povezana je uz rješavanje integralno-diferencijalnih jednadžbi što se u domeni vremena može pokazati prilično složenom zadaćom. Laplaceovom integralnom transformacijom takve se jednadžbe iz domene vremena transformiraju u domenu kompleksne kružne frekvencije {\displaystyle s=\sigma +j\omega ,\,} gdje se nalazi odziv sustava. Inverznim postupkom nalazi se nakon toga odziv sustava u domeni vremena.

### Serijski idealni titrajni krug
Serijski idealni titrajni krug zamišljamo kao serijski spoj idealnog induktiviteta L i idealnog kapaciteta C, gdje titrajni krug ne sadrži radne otpore koji bi uzrokovali gubitke energije. Takav titrajni krug bi u zamišljenim prilikama, jednom pobuđen, titrao neograničeno dugo vremena. 
Priključimo li na titrajni krug idealni naponski izvor u(t), strujnim krugom će poteći struja i(t) kao odziv titrajnog kruga na pobudu. Prilike su za takav slučaj općenito zadane integralno-diferencijalnom jednadžbom
{\displaystyle L{\frac {d}{dt}}i(t)+{\frac {1}{C}}\int i(t)\,dt=u(t)}
uz pretpostavku da su početni uvjeti jednaki nuli. Pobudni napon neka bude {\displaystyle u(t)=\delta (t)\ }, Diracova delta funkcija (zamišljeni naponski impuls beskonačno velike amplitude i beskonačno kratkog trajanja). Transformacijom jednadžbe u područje kompleksne frekvencije jednadžba će poprimiti oblik
{\displaystyle sLi(s)+{\frac {1}{sC}}i(s)=1}
odakle redom slijedi da je
{\displaystyle i(s)={\frac {1}{sL+{\frac {1}{sC}}}}={\frac {1}{L}}{\frac {s}{s^{2}+{\frac {1}{LC}}}}}
Inverznom transformacijom nalazimo da je
{\displaystyle i(t)={\frac {1}{L}}\cos(\omega t)S(t)}
gdje ćemo s H(t) prikazati Heavisideovu "Step" funkciju i gdje je
{\displaystyle \omega =2\pi \ f={\sqrt {\frac {1}{LC}}}}
kružna frekvencija. Titrajni krug će, dakle, neprigušeno periodički zatitrati kružnom frekvencijom koja je određena veličinom induktiviteta i kapaciteta.

### Serijski prigušeni titrajni krug
Serijski titrajni krug je u stvarnim prilikama prigušen utjecajem, prvenstveno, radnog otpora zavojnice R, te u pravilu zanemarivom vodljivošću izolacije kondenzatora. U tim uvjetima prilike su domeni vremena zadate integralno diferencijalnom jednadžbom
{\displaystyle L{\frac {d}{dt}}i(t)+Ri(t)+{\frac {1}{C}}\int i(t)\,dt=u(t)}
U uvjetima jednake pobude Diracovom delta funkcijom može se naći da je 
{\displaystyle i(s)={\frac {1}{sL+R+{\frac {1}{sC}}}}={\frac {1}{L}}{\frac {s}{({s+{\frac {R}{2L}})^{2}}+{\frac {1}{LC}}-{\frac {R^{2}}{4L^{2}}}}}}
te uz nekoliko elementarnih algebarskih operacija nalazimo da je 
{\displaystyle i(s)={\frac {1}{L}}{\frac {s+{\frac {R}{2L}}}{(s+{\frac {R}{2L}})^{2}+{\frac {1}{LC}}-{\frac {R^{2}}{4L^{2}}}}}-{\frac {R}{2\omega \,L^{2}}}{\frac {\omega \,}{(s+{\frac {R}{2L}})^{2}+{\frac {1}{LC}}-{\frac {R^{2}}{4L^{2}}}}}}
Inverznom transformacijom nalazimo da je odziv titrajnog krug u domeni vremena 
{\displaystyle i(t)={\frac {1}{L}}e^{-{\frac {R}{2L}}t}\cos(\omega t)S(t)-{\frac {R}{2\omega \,L^{2}}}e^{-{\frac {R}{2L}}t}\sin(\omega t)S(t)}
gdje je 
{\displaystyle \omega ={\sqrt {{\frac {1}{LC}}-{\frac {R^{2}}{4L^{2}}}}}}
nova, niža, rezonantna frekvencija prigušenog titrajnog kruga, a eksponencijalna funkcija
{\displaystyle e^{-{\frac {R}{2L}}t}}
mjera njezina prigušenja. Za R=0, izraz za i(t) postaje jednak odzivu za neprigušeni titrajni krug. Serijski prigušeni titrajni krug će, dakle, zatitrati nešto nižom frekvencijom u odnosu na neprigušeni i uz eksponencijalno prigušenje koje ovisi o omjeru R/2L.

### Paralelni idealni titrajni krug
Paralelni idealni titrajni krug zamišljamo kao paralelni spoj idealnog induktiviteta L i idealnog kapaciteta C te, za razliku od serijskog titrajnog kruga, ne pobuđujemo ga idealnim naponskim, već idealnim strujnim izvorom.  Prilike su u ovim uvjetima općenito zadane nešto drukčijom integralno-diferencijalnom jednadžbom
{\displaystyle {\frac {1}{L}}\int u(t)\,dt+C{\frac {d}{dt}}u(t)=i(t)}
uz pretpostavku da su početni uvjeti jednaki nuli. Pobudna struja neka bude {\displaystyle i(t)=\delta (t)\ }, Diracova delta funkcija (zamišljeni, sada strujni impuls, beskonačno velike amplitude i beskonačno kratkog trajanja). Transformacijom jednadžbe u područje kompleksne frekvencije jednadžba će poprimiti oblik
{\displaystyle {\frac {1}{sL}}u(s)+sCu(s)=1}
Jednakim postupkom dolazimo do odziva titrajnog kruga u odmeni vremena
{\displaystyle u(t)={\frac {1}{C}}\cos(\omega t)S(t)}
gdje je
{\displaystyle \omega =2\Pi \ f={\sqrt {\frac {1}{LC}}}}
kružna frekvencija. Paralelni titrajni krug će, dakle, neprigušeno periodički zatitrati jednakom kružnom frekvencijom kao i serijski.

### Paralelni prigušeni titrajni krug
Paralelni titrajni krug je u stvarnim prilikama prigušen utjecajem, prvenstveno, također radnog otpora zavojnice R, te u pravilu zanemarivom vodljivošću izolacije kondenzatora. Integralno-diferencijalna jednadžba koja uključuje i utjecaj radnog otpora R zavojnice nešto je složenija kod paralelnog titrajnog kruga. U domeni kompleksne frekvencijem, međutim, odnosi su znatno jednostavniji te možemo zapisati:
{\displaystyle u(s)=Z(s)i(s)\,}
Prikazom impedancije u području kompleksne frekvencije te uz pobudu kruga strujnim impulsom {\displaystyle i(t)=\delta (t)\,} dolazi se do analogno jednakih odnosa u usporedbi sa serijskim prigušenim titrajnim krugom. Odziv titrajnog kruga u domeni vremena u(t) bit će u takvim prilikama također periodička cos funkcija niže frekvencije i prigušenog titranja gdje je 
{\displaystyle \omega ={\sqrt {{\frac {1}{LC}}-{\frac {R^{2}}{2L^{2}}}}}}
kružna frekvencija, a eksponencijalna funkcija
{\displaystyle e^{-{\frac {R}{2L}}t}}
mjera njezina prigušenja. Za R=0, odziv titrajnog kruga u(t) postaje jednak odzivu za neprigušeni titrajni krug.

## Primjena
Titrajni krugovi su od neprocjenljive važnosti na području elektrotehnike. Kako im impedancija i druga svojstva ovise o frekvenciji, čine temelj konstrukcije i izvedbe različitih visokofrekventnih filtera, pojasnih propusta ili pojasnih brana, oscilatora, odašiljača i prijamnika.  Otkriće i analiza svojstava titrajnih krugova zasnovana na radovima Olivera Heavisidea, utemeljitelja pojmova kao što su električna impedancija, električna reaktancija, električna admitancija i drugih, pospješila je brz napredak ne samo radiokomunikacija, već i elektrotehnike općenito. 